# Katholieke Kerk in Saoedi-Arabië

Saoedi-Arabië

De Katholieke Kerk in Saoedi-Arabië maakt deel uit van de wereldwijde Katholieke Kerk, onder het leiderschap van de paus en de Curie.
Hoewel er geen officiële cijfers voorhanden zijn, wordt het aantal katholieken in Saoedi-Arabië op 1 tot 1,5 miljoen geschat op een totale bevolking van 26,5 miljoen. Onder hen bevinden zich een belangrijk aantal Filipijnen. Desondanks is er geen enkele kerk of parochie omdat de overheid van Saoedi-Arabië dat verbiedt.
Het Apostolisch Vicariaat Noord-Arabië met zetel in Koeweit omvat het grondgebied van Bahrein, Qatar, Koeweit en Saoedi-Arabië. Het vicariaat is sinds 12 april 2020 vacant.

## Geschiedenis
Het christendom kwam op het Arabisch schiereiland voor de islam, in de vierde en vijfde eeuw na Christus. De Ghassaniden waren een Arabische christelijk dynastie die van het einde van de 4e eeuw tot ca. 600 over de halfnomadische Arabieren van Zuid-Syrië, Jordanië en noordelijk Saoedi-Arabië heerste en vanaf keizer Anastasius I (491–518) tot Mauricius (582–602) als vazallen van het Byzantijnse rijk een buffergebied vormden tegen de Perzen en hun Arabische ongekerstende bondgenoten, de Lachhmiden van Hira. Overblijfselen van een kerk van de vijfde eeuw zijn te vinden in Failaka (Koeweit) en op andere plaatsen van het schiereiland. In 1986 werd bij de plaats Jubail een kerk uit de 4e eeuw n.Chr. ontdekt. Door de autoriteiten is het buitenlanders verboden de plaats te bezoeken.

## Huidige situatie
Saoedi-Arabië kent geen godsdienstvrijheid en verbiedt de bouw van kerken op zijn grondgebied. In 1985 werd de laatste priester het land uitgezet. Op 6 november 2007 bracht de Saoedische koning Abdallah een historisch bezoek aan het Vaticaan en ontmoette er paus Benedictus XVI. Kort daarna berichtten sommige kranten over mogelijke gesprekken tussen het Vaticaan en de Saoedische regering over de bouw van een kerk in Saoedi-Arabië, maar verschillende bisschoppen uit de regio spraken dit tegen.
Op 31 mei 2011 werd het Apostolisch Vicariaat Arabië gereorganiseerd met de creatie van een Apostolisch Vicariaat Noord-Arabië en Zuid-Arabië.
In maart 2012 baarde de grootmoefti van Saoedi-Arabië Abdul Aziz Aal ash-Shaikh internationaal opzien toen hij bij een bezoek van een delegatie uit Koeweit zei dat het "noodzakelijk [is] om alle kerken op het Arabisch Schiereiland te vernietigen", in navolging van een aan Mohammed toegeschreven uitspraak. Bisschop François Lapierre van Saint-Hyacinthe, voorzitter van het mensenrechtencomité van de Canadese bisschoppenconferentie, heeft daarop de regering van Saoedi-Arabië gevraagd zich te distantiëren van de oproep van de grootmoefti.